# マーリー・マトリン
マーリー・ベス・マトリン（Marlee Beth Matlin, 1965年8月24日 - ）は、アメリカ合衆国イリノイ州出身の女優、著作家、活動家。マトリンはアカデミー賞、ゴールデングローブ賞、全米映画俳優組合賞など数多くの賞を受賞しており、さらに英国アカデミー賞に1回と、プライムタイム・エミー賞に4回ノミネートされている。
18ヶ月の時に失聴したマトリンは、1986年のロマンス映画『愛は静けさの中に』を演じて演技デビューを果たし、アカデミー主演女優賞を受賞した。マトリンはろうの演技者として初めてアカデミー賞を受賞するとともに主演女優部門の最年少受賞者となった。マトリンは刑事ドラマシリーズ『リーズナブル・ダウト 静かなる検事記録』（1991年-1993年）に出演してゴールデングローブ賞に2回ノミネートされ、『となりのサインフェルド』（1993年）、『ピケット・フェンス』（1993年）、『ザ・プラクティス ボストン弁護士ファイル』（2000年）および『LAW & ORDER:性犯罪特捜班』（2004年-2005年）へのゲスト出演で、プライムタイム・エミー賞に4回ノミネートされた。2021年の映画『コーダ あいのうた』での演技で全米映画俳優組合賞キャスト賞に輝いた。マトリンは全米ろう者協会の著名なメンバーであり、マトリンの手話通訳者はジャック・ジェイソンである。2009年に、ハリウッド・ウォーク・オブ・フェームの星を獲得した。

## 生い立ち
マトリンはリビー（旧姓ハマー、1930−2020）と自動車販売業のドナルド・マトリン（1920-2013）を両親としてイリノイ州モートングローヴで生まれた。生後18ヶ月の時に病気と高熱によって右耳の聴力すべてと左耳の聴力の80%を失った。自伝 I'll Scream Later の中で、マトリンの聴覚障害は遺伝的な蝸牛の奇形によるもの可能性を示唆している。家族の中でマトリンだけがろう者である。マトリンは自身の聴覚障害についてのユーモアのセンスを楽しんでいる：「よくスピーカーフォンで話すのだけど、10分ほど経つと『待って、マーリー、どうして私の声が聞こえるの？』と言われます。話している相手が手話通訳者がいることを忘れるのです。そこで私は『水曜日には聞こえるよ』と言います。」
マトリンと二人の兄、エリックとマークは改革派ユダヤ教徒の家庭で育った。マトリン家のルーツはポーランドおよびロシアにある。マトリンはろう者用のシナゴーグ（コングリゲーション・ベネ・シャローム）に通い、ヘブライ語を発音通りに学んだので、自分のバト・ミツワーのためのトーラーの部分を学ぶことができた。後に書籍 Mazel Tov: Celebrities' Bar and Bat Mitzvah Memories（『マゼル・トフ：有名人のバルおよびバト・ミツワーの思い出』）のためのインタビューに答えている。マトリンはアーリントンハイツのジョン・ハーシー高校を卒業し、イリノイ州パラタインのハーパー・カレッジに通った。マトリンは刑事司法の道に進むことを計画していた。自伝の中で、11歳のときにベビーシッターから、高校時代には教師から性的虐待を受けたことを記述している。

## キャリア

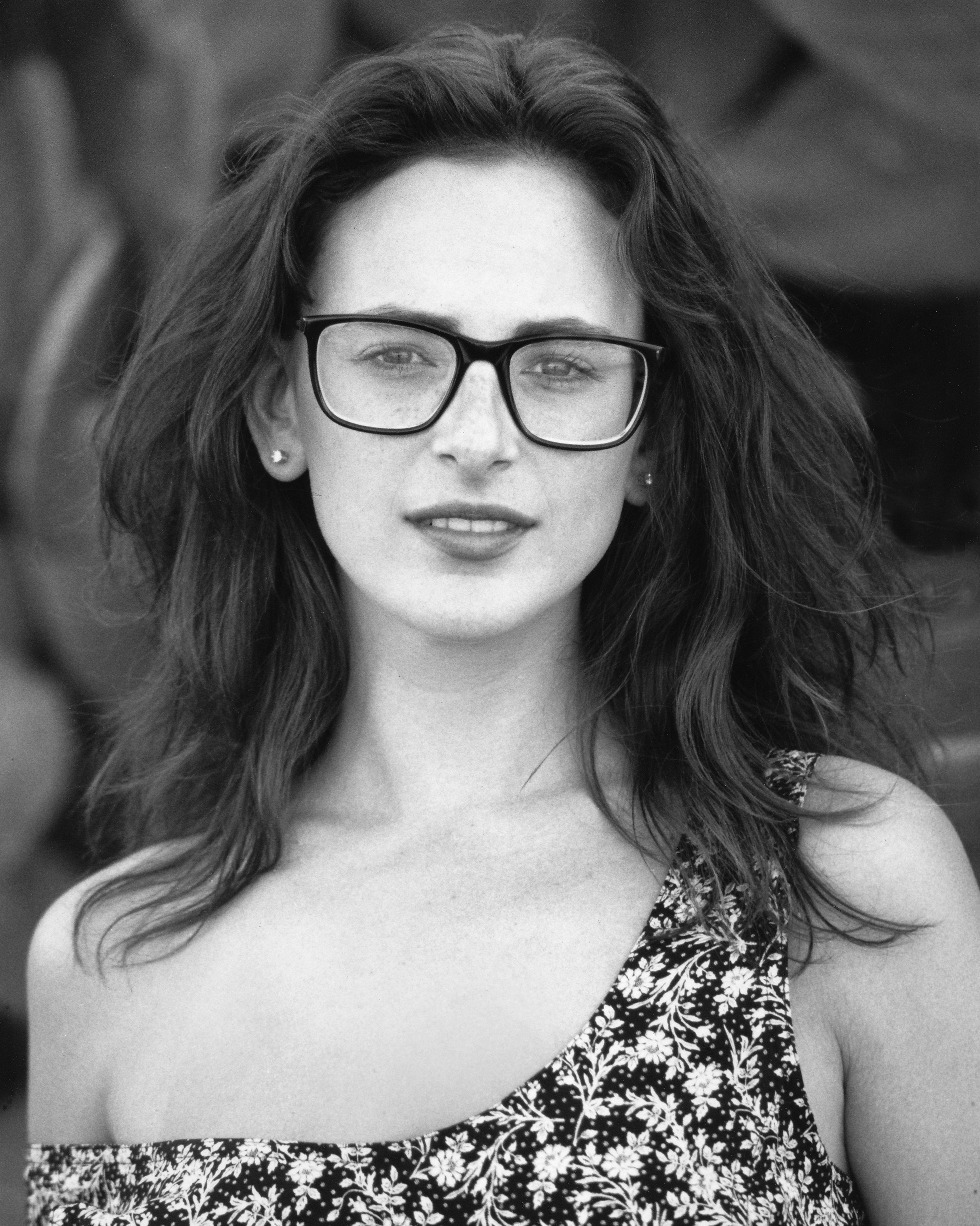
マトリン、1989年

マトリンは7歳の時に国際ろうと芸術センター（英: International Center on Deafness and the Arts、ICODA）の『オズの魔法使い』の児童劇団のドロシー役で舞台デビューし、子供時代を通してICODAの児童劇団に出演し続けた。13歳の時に「私が映画スターじゃなかったら」と題したエッセイでシカゴセンターの年次国際創造芸術祭で2位を獲得した。
ICODAの劇場公演の一つに出演中にヘンリー・ウィンクラーに見出され、これが最終的に『愛は静けさの中に』（1986年）での映画デビューに繋がった。この映画は一般的に好評を博し、聴者の男性に恋をした話すことに消極的なろう者であるサラ・ノーマン役のマトリンの演技は高い評価を受けた：タイム誌のリチャード・シッケルは「（マトリンは）歌う時に自分の -- そして観衆の -- 感情に集中する類稀な才能を持っている。しかし、それだけではなく、皮肉な知性、激しいが距離を置かないウィットがあり、これは思考を撮影する有名な能力をもつ映画でごくまれな演技で発見されるものだ」と書いている。シカゴ・サンタイムズ紙のロジャー・イーバートはもまたマトリンに感銘を受け、「彼女は共演している大物俳優に対抗し、情熱と、拒絶されることへのほとんど痛みを伴う恐怖で場面を進め、それこそが彼女の反逆の正体である」と書き、ワシントン・ポスト紙のポール・アタサニオは「この役の最も明白な課題は、話さずに伝えることだが、マトリンはサイレント時代のスターがそうしていたように、目、身振りによってそれに立ち向かっている "と述べている。『愛は静けさの中に』でマトリンはゴールデングローブ賞 映画部門 主演女優賞 (ドラマ部門)およびアカデミー主演女優賞を獲得した。当時21歳だったマトリンは、最年少でアカデミー賞を受賞した女優である。また、2022年にろう者の俳優で映画制作者のトロイ・コッツァーが、マトリンも助演した映画『コーダ あいのうた』での演技でアカデミー助演男優賞を受賞するまでの36年間、すべての分野で唯一のろう者のアカデミー賞候補者および受賞者だった。
その2年後、マトリンは『セサミストリート』にゲスト出演し、ビリー・ジョエルとともに「素顔のままで」の歌詞をトニー・ゲイズが改訂したものを披露した。マトリンは曲中で手話を使い、曲の終わりにはオスカー・ザ・グラウチをハグした。この1年後、「ハートにファイア」のビデオ出演のためにビリー・ジョエルに招かれた。1989年に、マトリンはテレビ映画 Bridge to Silence で、ろう者の未亡人を演じた。この役では、手話に加えて発話もしている。ピープル誌はこの映画を気に入らなかったもののマトリンの演技は称賛しており、「美しく、感情を揺さぶるマトリンは、この善意はあるが感傷的で退屈な作品にはもったいない」と書いている。マトリンは1988年のアカデミー賞受賞式に出席し、主演男優賞の贈呈者となった。アメリカ手話での自己紹介のあとで、「候補者の名前」と受賞者であるマイケル・ダグラスの名前を声に出した話した。
マトリンは刑事ドラマシリーズ『リーズナブル・ダウト 静かなる検事記録』（1991年-1993年）の主役の女性役でゴールデングローブ賞にノミネートされた。『ピケット・フェンス』（1992年）へのゲスト出演でプライムタイム・エミー賞にノミネートされ、同シリーズの1996年の最終シーズンではレギュラー出演した。1927年の合衆国最高裁判所判例274 U.S. 200「バック対ベル訴訟」を基にした1994年のテレビドラマ Against Her Will: The Carrie Buck Story でキャリー・バックを演じた。この役で、自身のキャリアの中で初めて聴者の女性を演じ、ケーブルACE賞の最優秀女優賞にノミネートされた。映画『ラスト・パーティ』（1996年）では名脇役として出演した。その後、『ザ・ホワイトハウス』および『ブルーズ・クルーズ』に繰り返し出演した。『となりのサインフェルド』（「全米オープンで一目ぼれ！」）、『新アウターリミッツ』（「人類へのメッセージ」）、『ER緊急救命室』、『ザ・プラクティス ボストン弁護士ファイル』および『LAW & ORDER:性犯罪特捜班』などのテレビドラマに出演した。『となりのサインフェルド』、『LAW & ORDER:性犯罪特捜班』および『ザ・プラクティス ボストン弁護士ファイル』へのゲスト出演でプライムタイム・エミー賞にノミネートされた。

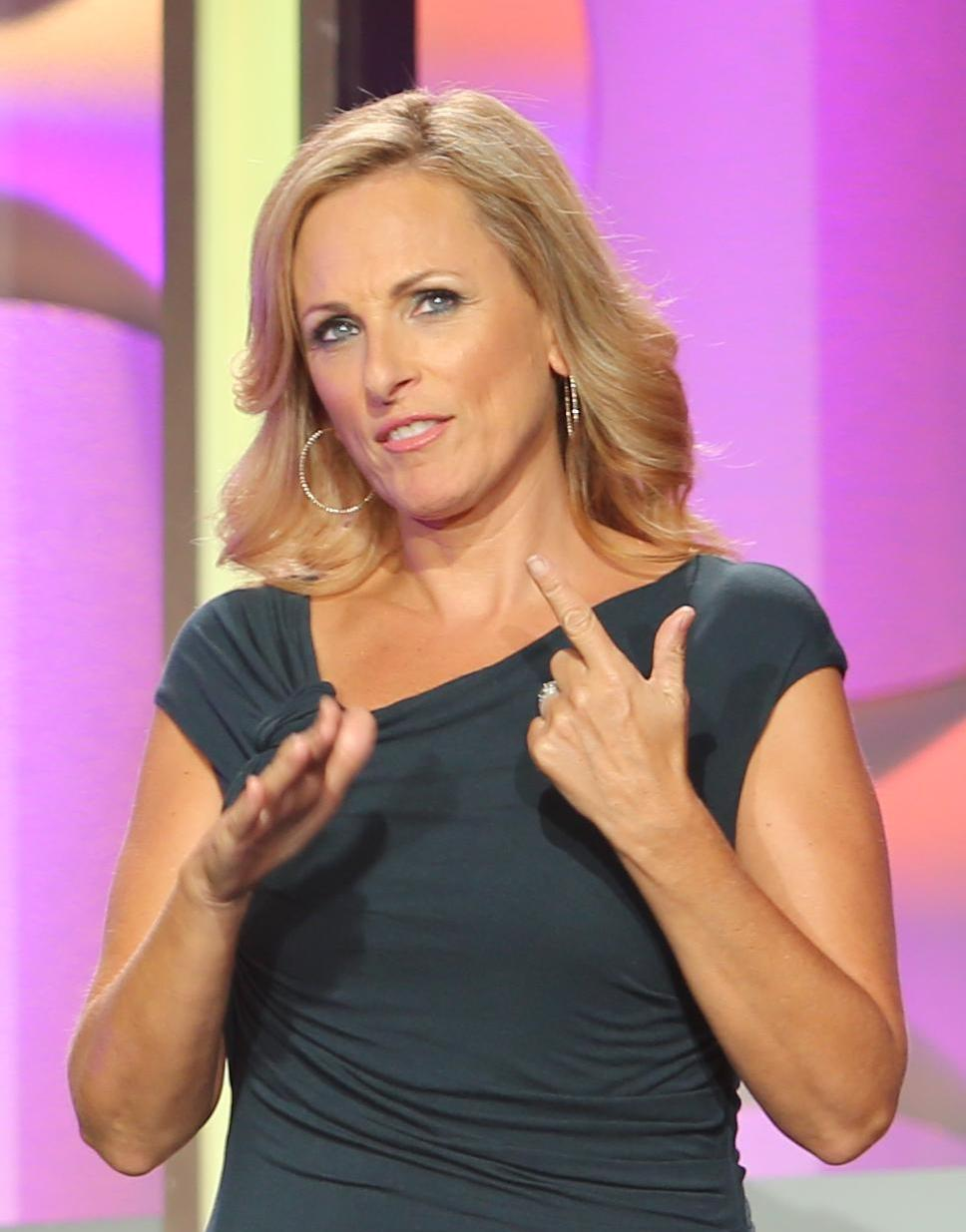
2014年にAHAヒーロードッグ賞でプレゼンターの一人を務めたマトリン

2004年、シカゴで開催された第3回ろう者映画祭の司会を務めた。同年、映画 What the Bleep Do We Know!? にアマンダ役で出演した。2006年に『デスパレートな妻たち』でろう者の親を演じた。『マイネーム・イズ・アール』ではジョイ・ターナーの公選弁護人（マトリンの労力で、マトリンの聴覚障害をなん度もジョークにした）として繰り返し出演し、『CSI:ニューヨーク』には犠牲者の一人の母親役として出演した。同年、マトリンは『Lの世界』の第4シーズンに、レズビアンの彫刻家ジェニファー・ビールス演じる主人公の一人ベネット・ポーターの恋人のジョディ・ラーナー役で出演した。
2007年2月4日と2016年2月7日、マトリンはフロリダ州マイアミで開かれた第41回スーパーボウルおよびカリフォルニア州サンタクララで開かれた第50回スーパーボウルで、それぞれ「星条旗よ永遠なれ」をアメリカ手話で通訳した。2008年1月に、マトリンは『NIP/TUCK マイアミ整形外科医』にテレビ局の幹部役で出演した。2008年、マトリンはABCの『ダンシング・ウィズ・ザ・スターズ』第6シーズンに競技者として参加した。マトリンのパートナーは新人のファビアン・サンチェスだった。マトリン・サンチェス組は6位で脱落した。
2009年5月6日、マトリンはハリウッド・ウォーク・オブ・フェームの星を獲得した。2009年11月8日、マトリンはセス・マクファーレンとアレックス・ボースタインが司会を務める Seth & Alex's Almost Live Comedy Show に出演した。ボースタインがマトリンを真似てテレビ電話をかけて「ポーカーフェイス」を歌った後でマトリン本人が登場し、ボースタインに対してからかわれたことや『ファミリー・ガイ』に自分の声を提供するために呼ばれなかったことについてコミカルな暴言を吐き始めた。マトリンは『ファミリー・ガイ』の第10シーズンのエピソードで、ピーター・グリフィンの同僚のステラ役で声の出演果たし、その後ステラは繰り返し登場するキャラクターとなった。
2010年、マトリンは My Deaf Familyと題したリアリティ番組のパイロット版を制作し、さまざまな全米ネットワーク局の幹部にプレゼンを行った。彼らはこの番組に興味を示したが、どのネットワークも番組の権利を購入するには至らなかった。2010年3月29日に、マトリンはパイロット版をYouTubeにアップロードしてバイラル・マーケティング作戦を開始した。2013年に、マトリンは映画 No Ordinary Hero: The SuperDeafy Movie で自分自身を演じた。
2017年から、マトリンはSyfyテレビシリーズ『マジシャンズ』にリカーリングロールのハリエット役を演じた。2017年7月31日、Deadline によって、マトリンがABCのスリラードラマ『クワンティコ/FBIアカデミーの真実』の第3シーズンにレギュラー出演することが報じられた。マトリンは、元FBI捜査官ジョスリン・ターナーを演じた。2019年、マトリンは Hearing Like Me の記事で、1970年代を舞台に、ろう者の両親を持つ子供の生活を探ることを目的とした新しいコメディ番組 Life and Deaf に、さらに #DeafTalent をもたらすであろう人物として言及された。DeadLine によれば、この番組はマーリー・マリリンが製作総指揮を務める予定だった。2021年、マトリンは聴覚障害者の子供（Child Of Deaf Adult、略してCODA）である聴者の十代の少女を描くアメリカのコメディ映画『コーダ あいのうた』に出演した。映画には聴者の少女としてエミリア・ジョーンズが主演し、マトリンとトロイ・コッツァーが彼女の文化的ろう者の両親を、ダニエル・デュラントがろう者の兄を演じ、全米映画俳優組合賞キャスト賞をもたらした。

## その他の事業
マトリンは、イースター・シールズ（名誉理事に任命された）や、エイズに苦しむ子供たち支援財団、エリザベス・グレイザー小児エイズ財団、VSAアーツ、赤十字のセレブリティキャビネットなどの慈善団体に積極的に参加している。マトリンは、聴覚障害者の権利を強く主張しており、テレビ番組に出演する際には画面に字幕をつけることを製作者が約束する場合に限って出演することを受け入れており、手話と口話の両方のコミュニケーション方法に対してオープンマインドで尊重し、聴覚障害者のために特別に設計された電話機の普及を推進している。また、上院の労働・人的資源委員会で、国立聴覚障害研究所の設立を支持する証言をしたこともある。マトリンは、エイズとの闘いや、米国立リハビリテーション病院の「ビクトリー・アワード」、その他の慈善活動にも積極的に参加している。

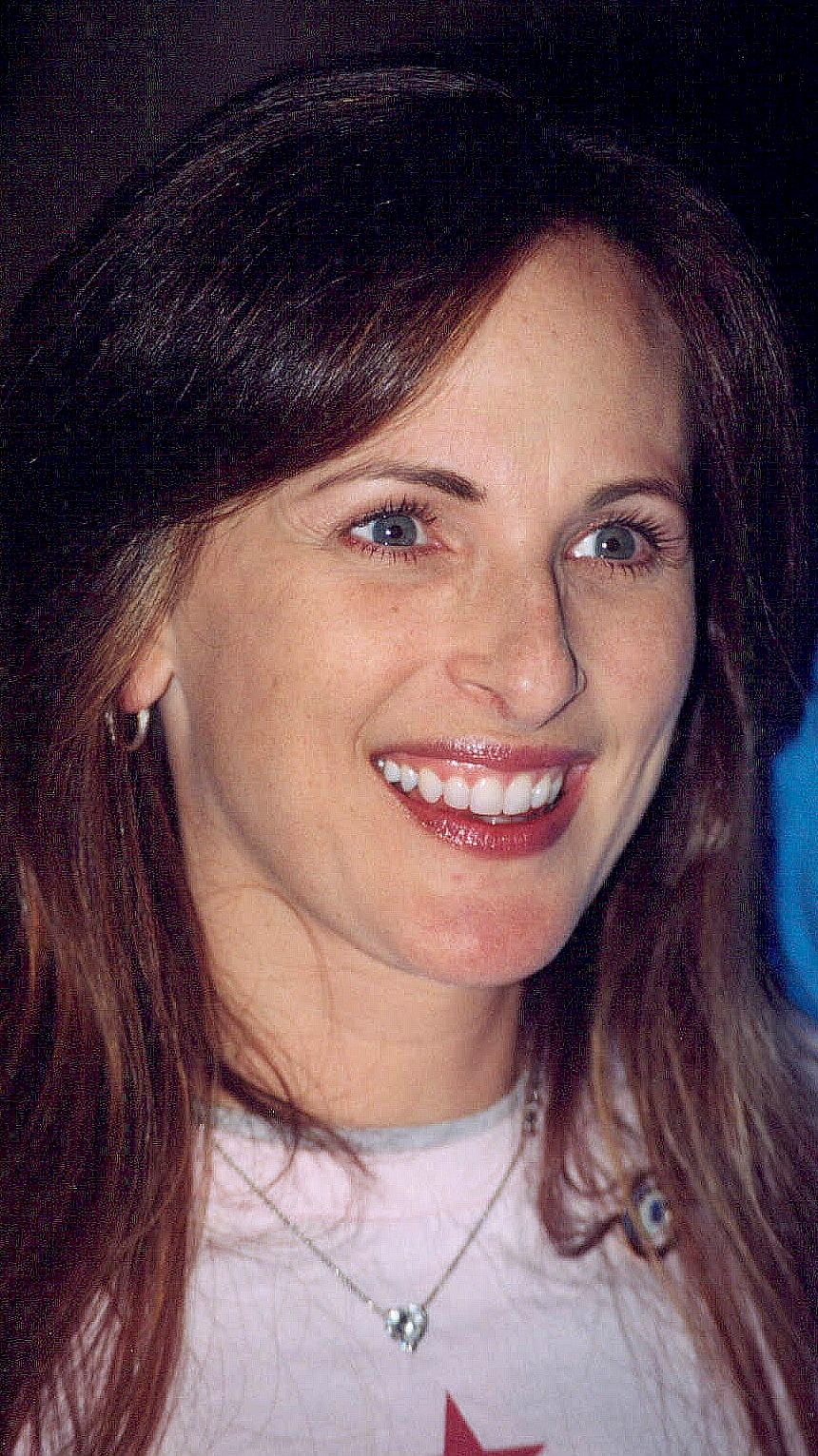
1999年のマトリン

マトリンは1994年にビル・クリントン大統領によってアメリコーに登用され、全米ボランティア週間の委員長を務めた。マトリンは、ユダヤ人連盟への寄付を支援する初の全国テレビ広告キャンペーンに参加した。この番組では、「ユダヤ人の伝統を祝い、ユダヤ人コミュニティへの慈善寄付を促進する映画やテレビの著名人」を取り上げ、グレッグ・グランバーグ、ジョシュア・マリーナ、ケヴィン・ワイズマンおよびジョナサン・シルヴァーマンが出演した。マトリンは、米国ハダッサ女性シオニスト組織の生涯会員でもある。
2010年7月26日、マトリンは障害を持つアメリカ人法制定２０周年を記念するイベントでスピーチに署名した。その翌年に、マトリンはNBCの番組『セレブリティ・アプレンティス』のファイナリストとなり、自身が運営するチャリティであるスターキーきこえの財団への寄付金獲得のために競い、2位となった。しかしながら、2011年4月3日に配信された『セレブリティ・アプレンティス』の1エピソード "The Art of the Deal" で、それまでのテレビ番組での1回のイベントでチャリティとして集められた資金をうわまる986,000ドルを集めた。当時、『セレブリティ・アプレンティス』のホストを務めていたドナルド・トランプは、さらに14,000ドルを寄付し、合計100万ドルの寄付となった。
2015年1月時点で、マトリンはアメリカ自由人権協会（ACLU）の障害者の権利に関するセレブリティ・アンバサダーとして活動している。ACLUのセレブリティ・アンバサダーとして、法執行機関と聴覚障害者コミュニティの間のギャップを埋めるべく、マトリンは聴覚障害者が警察に止められた際のコミュニケーションの障害について議論した。マトリンは『スイッチ 〜運命のいたずら〜』でリカーリングキャラクターのメロディ・ブレッドソーを演じた。2015年9月に、ミュージカル『春のめざめ』の再演でブロードウェイデビューを果たした。

## 私生活
マトリンは1993年8月29日に俳優ヘンリー・ウィンクラーの自宅でバーバンクの警察官ケヴィン・グランダルスキと結婚した。二人は、マトリンがスタジオの敷地の外で『リーズナブル・ダウト』のシーンを撮影しているときに初めて会った。このとき、警察署はグランダルスキに警備と交通整理を任せていた。二人の間には1996年生まれのサラ、2000年生まれのブランドン、2002年生まれのタイラーおよび2003年生まれのイザベルの四人の子供がいる。
2002年、マトリンは自身の幼少期に大まかに基づいた Deaf Child Crossing と題した一作目の小説を出版した。その後、Nobody's Perfect と題した続編を執筆・出版し、これは2007年10月にVSAアーツと共同で舞台芸術のためのジョン・F・ケネディ・センターで上演された。
2009年4月14日にマトリンの自伝 I'll Scream Later が出版された。その中で、マトリンは自身の薬物乱用と、それが原因でベティ・フォード・センターに身を寄せることになったことを説明している。マトリンはまた、年上の『愛は静けさの中に』の共演者であり、彼女が肉体的に虐待され、レイプされたと主張するウィリアム・ハートとの困難な2年間の関係についても語っている。彼女はまた、女性のベビーシッターによる幼少期の性的虐待についても言及している。

## フィルモグラフィー
『愛は静けさの中に』でブレイクしたあと、マトリンは（主に聴覚障害者の主要な役は少ないという理由で）映画出演は限られており、仕事のほとんどはテレビに集中している。その中には刑事ドラマシリーズの『リーズナブル・ダウト 静かなる検事記録』、『セサミストリート』、『ピケット・フェンス』でのローリー・ベイ市長役、『ザ・ホワイトハウス』の世論調査員ジョーイ・ルーカス役、『マイネーム・イズ・アール』のルビー・ウィットロー役、『Lの世界』のジョディ・ラーナー役および『スイッチ 〜運命のいたずら〜』のメロディ・ブレッドソー役などがある。また、『となりのサインフェルド』、『ザ・プラクティス ボストン弁護士ファイル』および『LAW & ORDER:性犯罪特捜班』など数多くの番組にゲスト出演している。マトリンは『ダンシング・ウィズ・ザ・スターズ』や『セレブリティ・アプレンティス』などのゲーム番組にも競技者として出演している。

### 映画
| 公開年 | 邦題 原題                                                           | 役名               | 備考                      |
| ------ | ------------------------------------------------------------------- | ------------------ | ------------------------- |
| 1986   | 愛は静けさの中に Children of a Lesser God                           | サラ・ノーマン     | アカデミー主演女優賞 受賞 |
| 1988   | ウォーカー Walker                                                   | エレン・マーティン |                           |
| 1991   | グラン・マスクの男 L'Homme au masque d'or                           | マリア             |                           |
| 1991   | ニューヨーク恋泥棒 The Linguini Incident                            | ジャネット         |                           |
| 1992   | ザ・プレイヤー The Player                                           | 本人役             |                           |
| 1993   | あなたが聞こえない Hear No Evil                                     | ジュリアン         |                           |
| 1996   | ラスト・パーティ It's My Party                                      | ダフネ・スターク   |                           |
| 1997   | デッドサイレンス Dead Silence                                       | メラニー           | テレビ映画                |
| 1999   | フリーク・シティ Freak City                                         | カサンドラ         | テレビ映画                |
| 1999   | ダブル・トラップ/白い肌の迷宮 In Her Defense                        | ジェーン           |                           |
| 2000   | トラップ&ゲーム When Justice Fails                                  | ケイティ           |                           |
| 2001   | サバンナ Askari                                                     | ポーラ             |                           |
| 2004   | 私たちは一体全体何を知っているというの? What the Bleep Do we Know!? | アマンダ           |                           |
| 2014   | おとなのワケあり恋愛講座 Some Kind of Beautiful                     | シンディ           |                           |
| 2021   | コーダ あいのうた CODA                                              | ジャッキー・ロッシ |                           |

### テレビシリーズ
| 放映年    | 邦題 原題                                                  | 役名                     | 備考                                        |
| --------- | ---------------------------------------------------------- | ------------------------ | ------------------------------------------- |
| 1991-1993 | リーズナブル・ダウト 静かなる検事記録 Reasonable Doubts    | テス・カウフマン         | 計44話出演                                  |
| 1993      | となりのサインフェルド Seinfeld                            | ローラ                   | 第5シーズン第6話「全米オープンで一目ぼれ!」 |
| 1993      | ピケット・フェンス ブロック捜査メモ Picket Fences          | ローリー・ベイ           | 第13話出演                                  |
| 1995      | 新アウターリミッツ The Outer Limits                        | ジェニファー・ウィンター | 第1シーズン第18話「人類へのメッセージ」     |
| 1997      | スピン・シティ Spin City                                   | サラ・エデルマン         | 第1シーズン第20話「永遠にウソつき...」      |
| 1998      | ER緊急救命室 ER                                            | 手話のインストラクター   | 第5シーズン第14話「破綻の序章」             |
| 2000      | ザ・プラクティス ボストン弁護士ファイル The Practice       | サリー・バーグ           | 第4シーズン第22話「運命の日」               |
| 2000-2006 | ザ・ホワイトハウス The West Wing                           | ジョーイ・ルーカス       | 計17話出演                                  |
| 2004-2005 | LAW & ORDER:性犯罪特捜班 Law & Order: Special Victims Unit | エイミー・ソルウェイ博士 | 計2話出演                                   |
| 2005      | デスパレートな妻たち Desperate Housewives                  | アリサ・スティーヴンス   | 第1シーズン第17話「届かない言葉」           |
| 2006      | CSI:ニューヨーク CSI:NY                                    | ジーナ                   | 第3シーズン第12話「静なる夜」               |
| 2006-2007 | マイネーム・イズ・アール My Name Is Earl                   | ルディ                   | 計3話出演                                   |
| 2007-2009 | Lの世界 the L word                                         | ジョディ                 | 計29話出演                                  |
| 2008      | NIP/TUCK マイアミ整形外科医 Nip/Tuck                       | バーバラ・シャピロ       | 第5シーズン第10話「マグダ&ジェフ」          |
| 2011      | CSI:科学捜査班 CSI                                         | ジュリア・ホールデン教授 | 第11シーズン第13話「愛のことば」            |
| 2011-2012 | スイッチ 〜運命のいたずら〜 Switched at Birth              | メロディ                 | 計12話出演                                  |
| 2014      | glee/グリー Glee                                           | 本人役                   | 第5シーズン第11話「LAで全国大会!」          |
| 2016      | コード・ブラック 生と死の間で Code Black                   | キャシー                 | 第2シーズン第10話「ふたりの闘い」           |
| 2017-2019 | マジシャンズ The Magicians                                 | ハリエット               | 計8話出演                                   |
| 2018      | クワンティコ/FBIアカデミーの真実 Quantico                  | ジョスリン・ターナー     | 計13話出演                                  |

## 受賞とノミネーション
慈善活動と、障害者の包摂に関する提唱が評価され、マトリンは2016年の包摂についてのモートン・E・ルーダーマン賞を受賞したが、これは毎年ルーダーマン家財団のジェイ・ルーダーマンによって、障害者の包摂を推進する優れた業績を上げた個人に対して12万ドルの賞金が授与されるものである。マトリンは2014年に障害者支援活動に関してヘンリー・ヴィスカルディ業績賞を受賞した。『愛は静けさの中に』でアカデミー主演女優賞を受賞した。マトリンは、2022年にろう者の俳優で映画制作者のトロイ・コッツァーが、マトリンも助演した映画『コーダ あいのうた』での演技でアカデミー助演男優賞を受賞するまでの36年間、すべての分野で唯一のろう者のアカデミー賞受賞者だった。
1991年、マトリンはシカゴのろう者センターが支援する年次国際創造芸術祭でバーナード・ブラッグ若年芸術家業績賞を受賞した。1987年にギャローデット大学から人文学名誉博士号を授与された。2007年10月、マトリンはギャローデット大学の理事に任命された。1988年、マトリンはジェファーソンアワードが毎年授与する35歳以下の個人による最優秀公共サービスのサミュエル・S・ビアード賞を受賞した。

## 著作
- Matlin, Marlee (2004). Deaf Child Crossing. New York: Simon & Schuster. ISBN 978-0689866968
- Matlin, Marlee; Cooney, Doug (2007). Leading Ladies. New York: Simon & Schuster. ISBN 978-0689869877
- Matlin, Marlee; Cooney, Doug (2007). Nobody's Perfect. New York: Simon & Schuster. ISBN 978-1416949763
- Matlin, Marlee (2009). I'll Scream Later. New York: Simon Spotlight Entertainment. ISBN 978-1439102855

## 関連資料
- Lang, Harry; Meath-Lang, Bonnie (1995). Deaf Persons in the Arts and Sciences. Westport, Connecticut: Greenwood Press. pp. 244–247. ISBN 9780313291708